# Karl Arthur Hartung
Karl Arthur Hartung (* 6. Mai 1859 in Sundhausen (Gotha); † 28. Dezember 1936 in Hirschberg) war ein deutscher Politiker.

## Leben
Als Sohn eines Domänenpächters geboren, studierte Hartung nach dem Besuch der Höheren Bürgerschule und des Gymnasiums Ernestinum Gotha sowie nach der Ausbildung im Höheren Postdienst Rechtswissenschaften in Jena, Leipzig und Halle. Während seines Studiums wurde er im Wintersemester 1877/78 Mitglied der Burschenschaft Germania Jena. 1881 war er Einjährig-Freiwilliger beim 6. Thüringisches Infanterie-Regiment Nr. 95. Nach Examen und Referendariat wurde er als Senator 1886 besoldetes Mitglied im Stadtrat von Gotha und 1892 als besoldeter Beigeordneter Zweiter Bürgermeister in Hirschberg i. Rsgb. Dort wurde er 1904 Erster Bürgermeister und später Oberbürgermeister. 1920 ging er in den Ruhestand. Von 1921 bis 1923 war er Vorsitzender des Riesengebirgsvereins. In Hirschberg war er Mitglied der Freimaurerloge Zur heißen Quelle.